# Lamponoides
Lamponoides là một chi nhện trong họ Lamponidae.